# Jarosław Chrabąszcz
Jarosław Chrabąszcz (ur. 21 lutego 1960 w Tomaszowie Mazowieckim) – polski artysta plastyk. Uprawia malarstwo, rysunek i grafikę warsztatową.

## Życiorys
W 1987 ukończył studia w PWSSP (obecnie ASP) w Łodzi. Od 1988 pracuje w tej uczelni jako pracownik dydaktyczny. Obecnie profesor nadzwyczajny prowadzący pracownie „Przestrzeni Eksperymentu Malarskiego” na wydziale Malarstwa i Rysunku, a po reorganizacji uczelni w Instytucie Malarstwa i Rysunku na wydziale Sztuk Pięknych w ASP im. Władysława Strzemińskiego w Łodzi, którego został dyrektorem.